# Staten Island Ferry

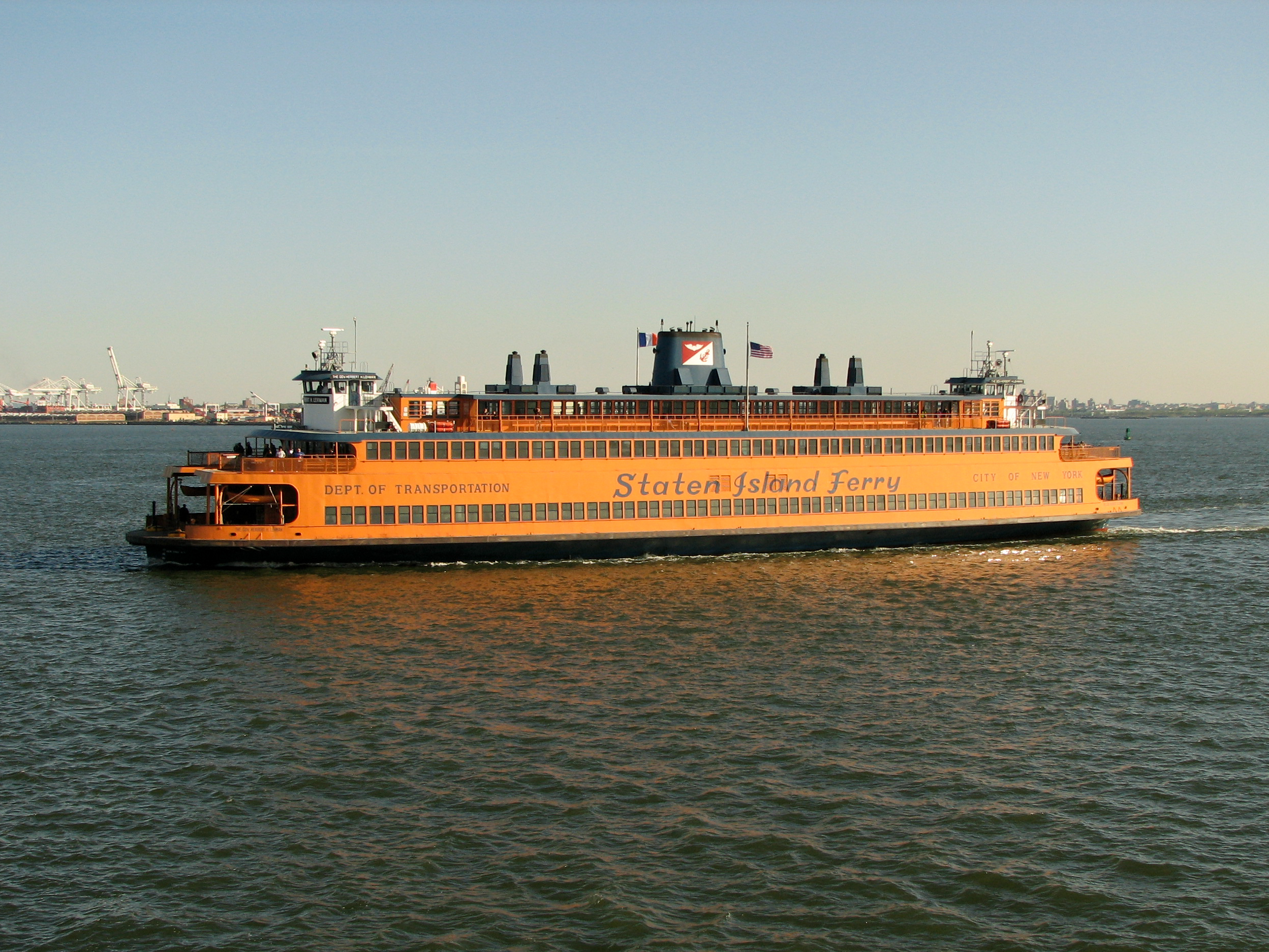
Staten Island Ferry

De Staten Island Ferry is een gratis veerdienst in New York tussen Manhattan en Staten Island uitgebaat door het New York City Department of Transportation.
De ferry vertrekt van South Ferry bij Battery Park. De metrostations Whitehall Street-South Ferry en Bowling Green zorgen voor een aansluiting op de metro van New York. Op Staten Island is de St. George Ferry Terminal het begin- en eindpunt, deze terminal is ook het eindpunt van de Staten Island Railway.
De 8,5 kilometer lange enkele reis duurt ongeveer 25 minuten. Het gebruik is sinds 1997 gratis en de veerdienst vaart 24 uur per dag elke 15 tot 20 minuten tijdens weekdagen tot elke 30 minuten 's nachts en in het weekend. Sinds de aanslagen op 11 september 2001 is het vervoer van auto's afgeschaft.
De acht veerboten vervoeren dagelijks 75.000 passagiers. Daarmee is het de drukste ferrydienst van de Verenigde Staten, en het drukste fiets- en voetveer wereldwijd.
De Staten Island Ferry voer sinds 1817, toen de Richmond Turnpike Company een stoombootdienst startte van Manhattan naar Staten Island. Cornelius Vanderbilt kocht de Richmond Turnpike Company in 1838 en in 1853 volgde een fusie met twee concurrenten. Het gecombineerde bedrijf werd op zijn beurt in 1864 verkocht aan de Staten Island Railroad Company. De Staten Island Ferry werd vervolgens verkocht aan de Baltimore and Ohio Railroad in 1884, en de stad New York nam de controle over de veerboot over in 1905.
In het begin van de 20e eeuw exploiteerden de stad en particuliere bedrijven ook openbare en privé-veerboten van Staten Island naar Brooklyn. Ten gevolge van de groei van het wegverkeer, werden alle veerponten van Staten Island naar Brooklyn halverwege de jaren zestig buiten dienst gesteld, maar de route naar Manhattan werd gehandhaafd vanwege de populariteit bij passagiers. Tegen 1967 was de veerboot tussen Staten Island en Manhattan de enige forensenveerboot in de hele stad.
Van de huidige vloot van acht schepen (de "MV John F. Kennedy" (1965), de "MV Andrew J. Barberi" (1981), de "MV Samuel I. Newhouse" (1982), de "MV Alice Austen" (1986), de "MV John A. Noble" (1986), de "MV Guy V. Molinari" (2004), "MV Senator John J. Marchi" (2005) en de "MV Spirit of America" (2006)) is deze laatste de jongste maar alle schepen behoeven regelmatig herstellingen en onderhoud, en varen op Heavy Fuel Oil. De schepen worden in 2019 en 2020 deels vervangen door drie nieuwe schepen waaronder de "MV Michael H. Ollis" en de "MV Sandy Ground" met ook milieuvriendelijke aandrijving.

## Afbeeldingen

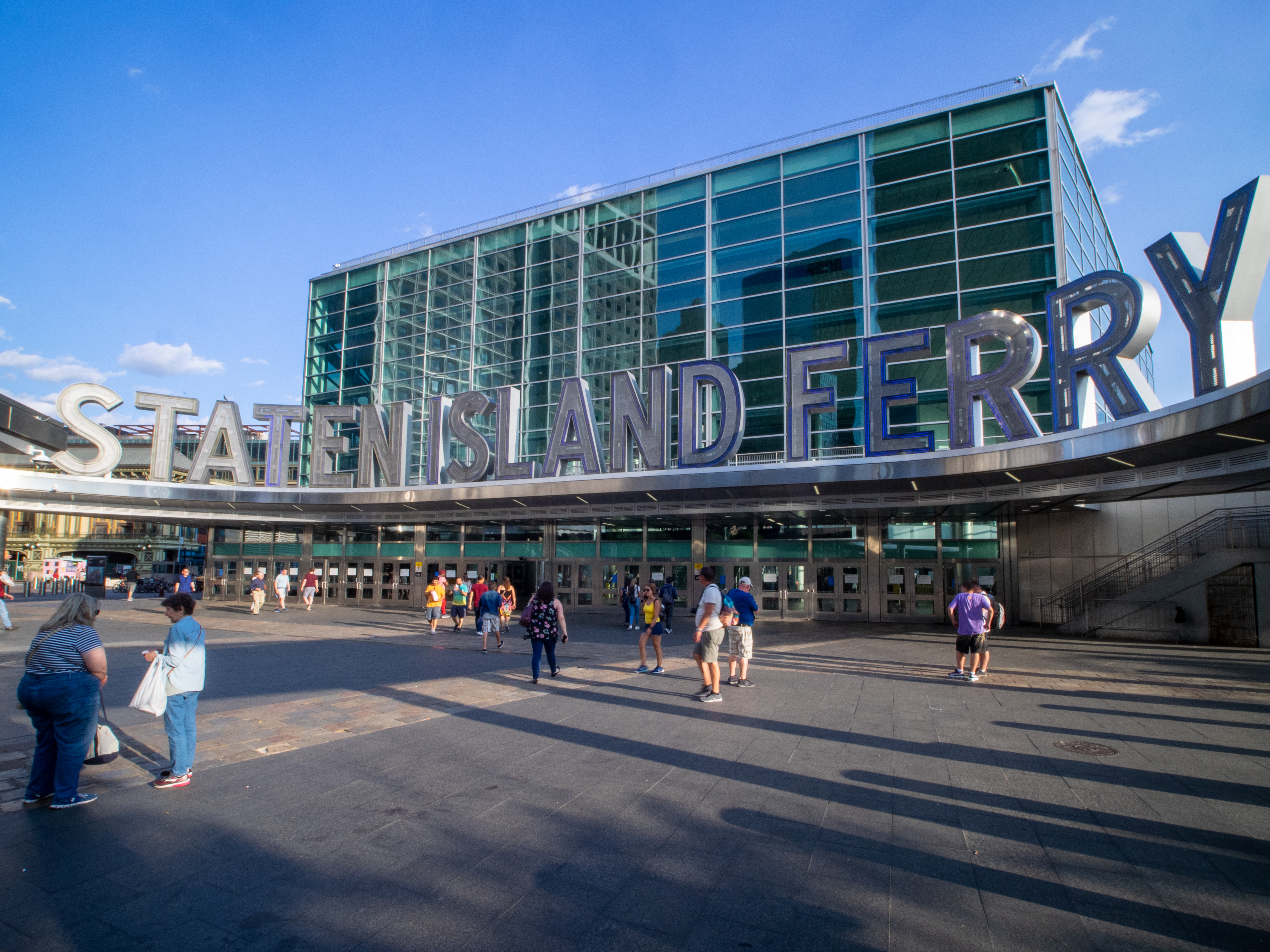
Staten Island Ferry Whitehall Terminal
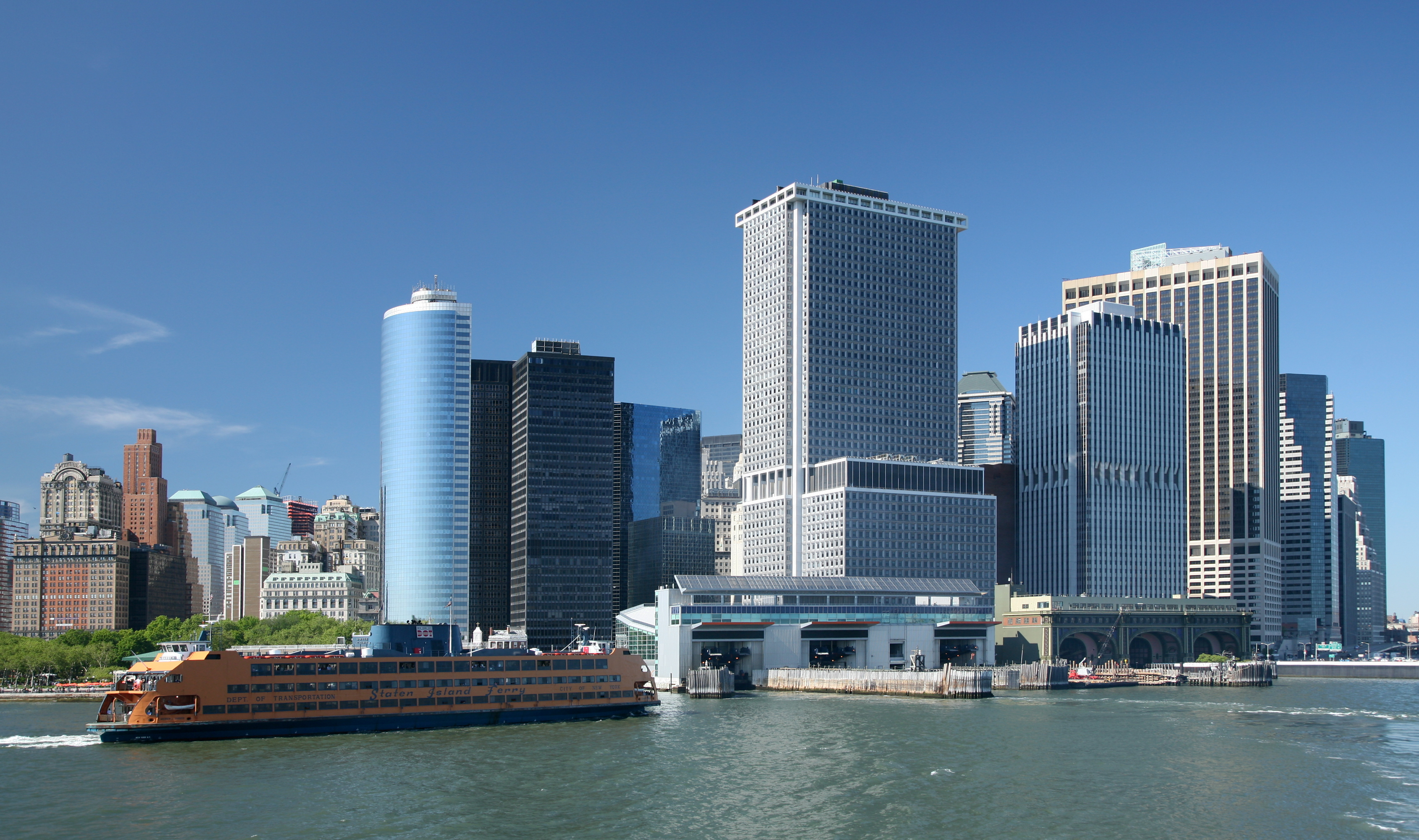
Staten Island Ferry terminal, Lower Manhattan
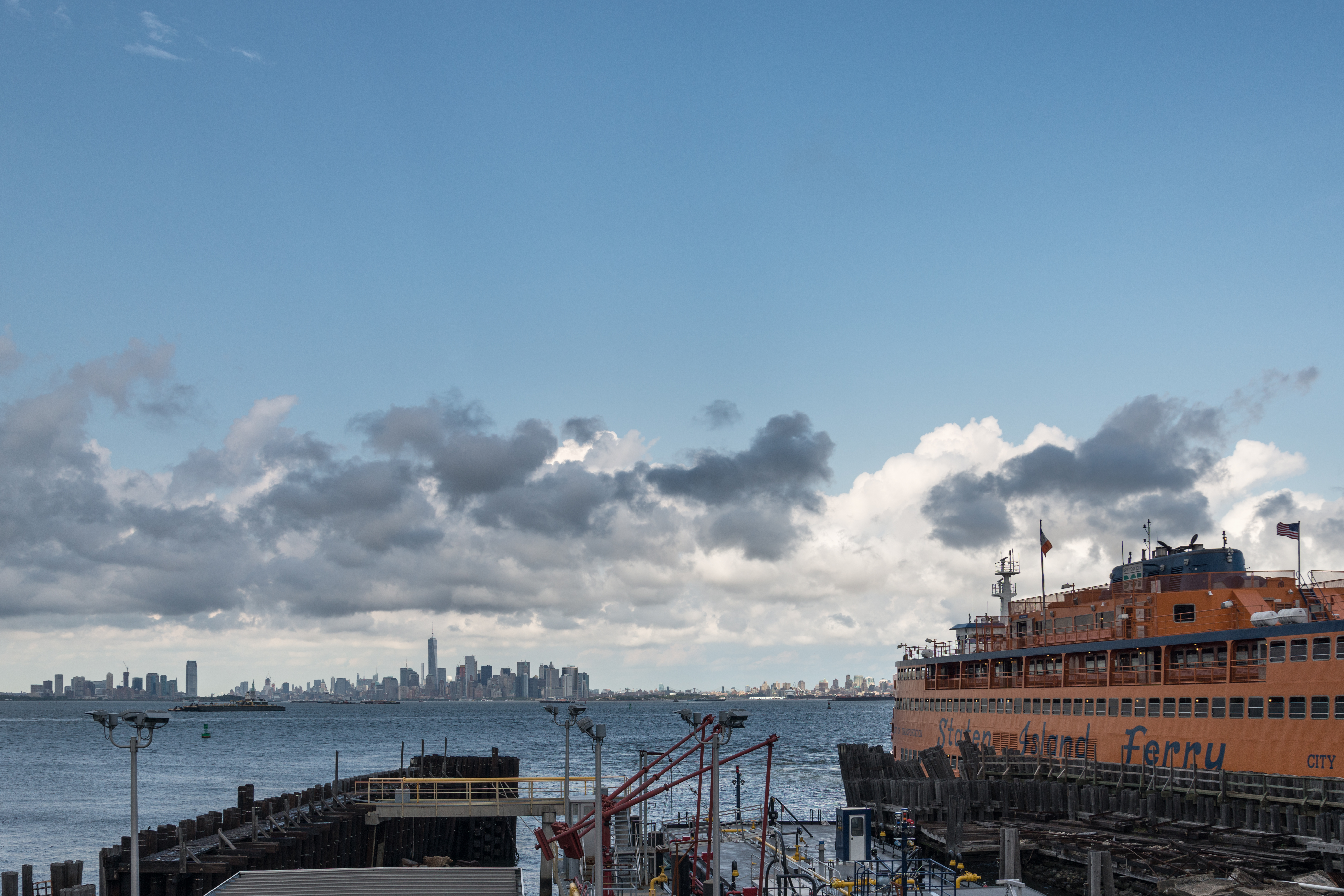
Uitzicht vanuit St. George Terminal
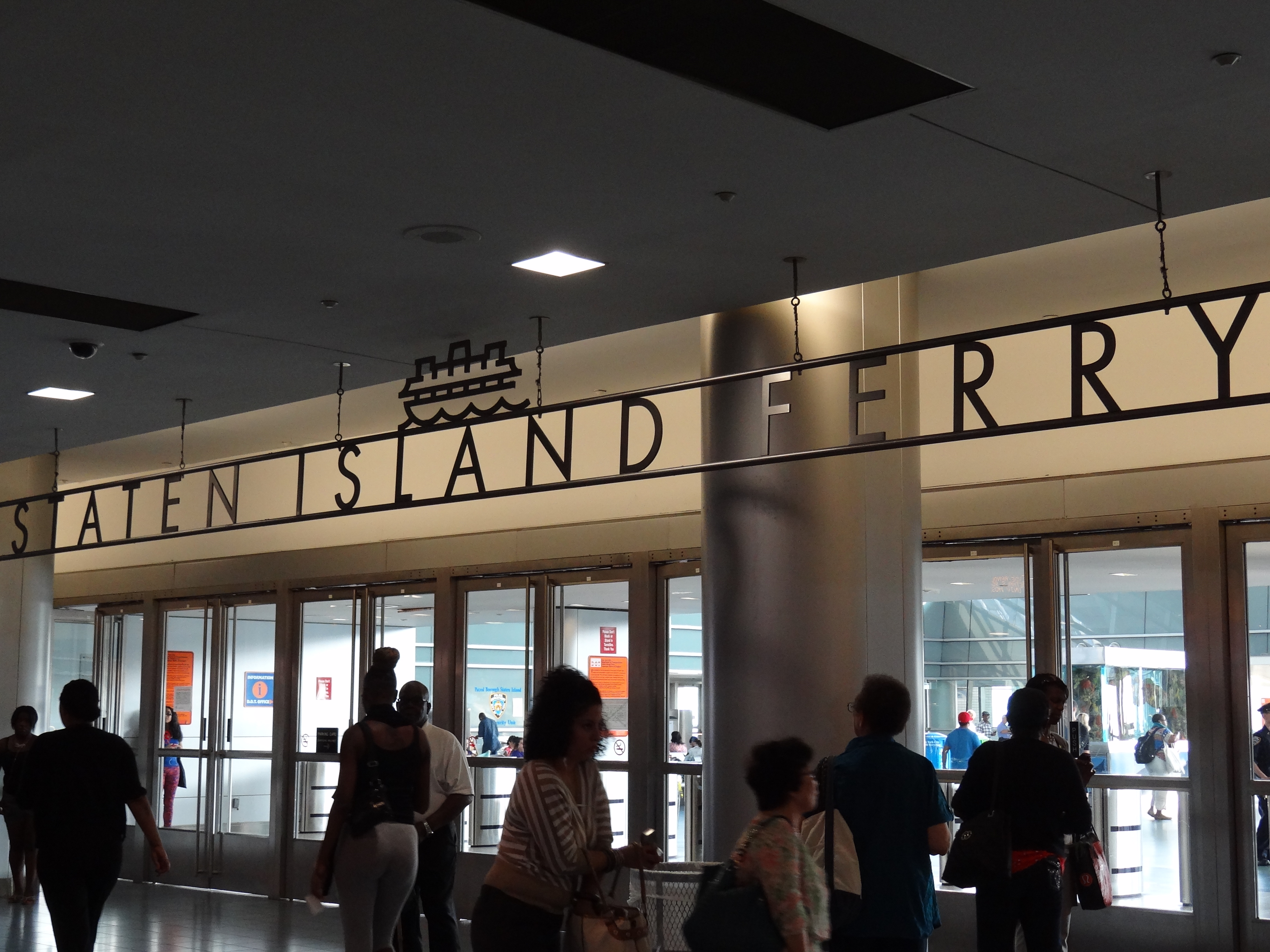
St George Terminal